# الكسندر ووكر ريد
الكسندر ووكر ريد (بالإنجليزية: Alexander Walker Reid)‏ هو فلاح نيوزيلندي، ولد في 14 سبتمبر 1853، وتوفي في 21 نوفمبر 1938.